# Александер Віллем Фредерик Іденбург
Александер Віллем Фредерик Іденбург (нід. Alexander Willem Frederik Idenburg; 23 липня 1861 — 28 лютого 1935) — нідерландський політичний діяч, міністр колоній, губернатор Суринаму, п'ятдесят шостий генерал-губернатор Голландської Ост-Індії.

## Біографія

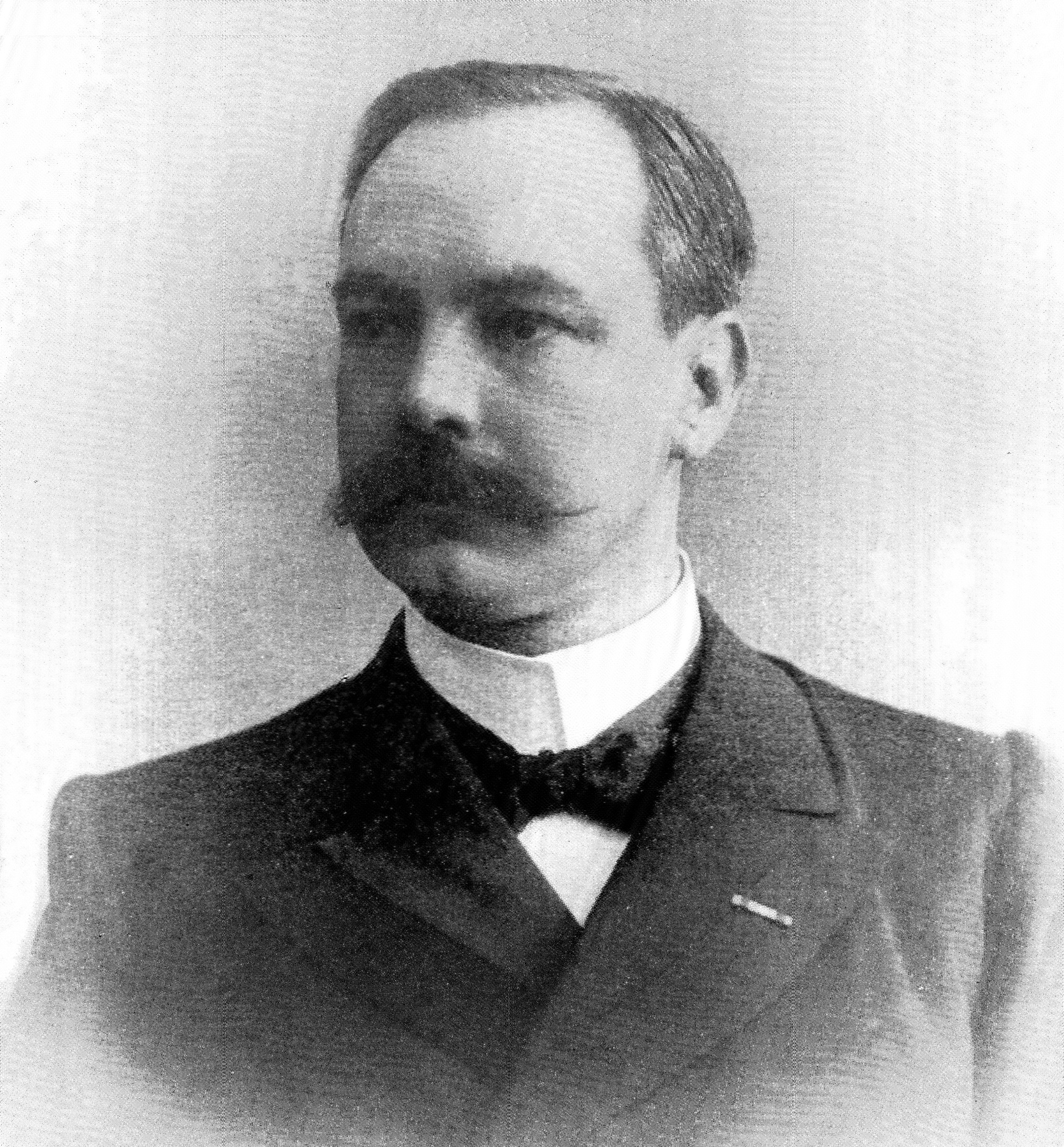
Александер Віллем Фредерик Іденбург

Александер Віллем Фредерик Іденбург народився в Роттердамі. Він навчався в Королівській військовій академії. В 1881 році отримав звання другого лейтенанта і був направлений до Ост-Індії. В 1883 році він отримує звання старшого лейтенанта, а в 1885 році переводиться в інженерний корпус, що розміщувався в Сурабаї. в 1894 році Іденбург отримує звання капітана. Після короткої подорожі до Європи він повертається в Ост-Індію, де його призначають в генеральний штаб. Він служить ад'ютантом при низці командирів до почесної відставки в 1901 році.
Протягом майже чверті століття, з 1901 по 1924 рік, Іденбург впливав на колоніальну політику. В 1901 році він був делегований в нижню палату Генеральних Штатів від виборчого округу в місті Гауда. Через рік, в 1902 році він стає міністром колоній в кабінеті Кьойпера до приходу в 1905 році кабінету де Местера. В цей час активно впроваджується Етнічна політика. Велика увага приділяється покращенню становища яванців, вихованню корінного населення. Іденбург особливо приділяв увагу християнській освіті. Він також намагався поширити західне право на корінне населення, яке користувалось звичаєвим правом адату.
В 1905 році він був призначений губернатором Суринаму. Він займав цю посаду до 1908 року, коли його попросили стати міністром колоній в уряді Хемскерка. На цей раз він встиг попрацювати лише рік, оскільки в 1909 році його призначають на посаду генерал-губернатора Ост-Індії.
Іденбург займав посаду генерал-губернатора з 1909 по 1916 рік. Його правління в Ост-Індії, як і раніше на Суринамі, характеризувалось сприянням економічному розвитку і допомогою бідному корінному населенню. Незважаючи на протести в європейській пресі і голландському парламенті, Іденбург дозволив створення громадських організацій Сарекат Іслам і Мухамадія. Іденбург вважав появу громадських рухів наслідком вдалої етнічної політики, прикладом свідомості і емансипації місцевого населення.
В 1918 році він втретє стає міністром колоній в кабінеті Ройса де Беренбрука, однак в 1919 році він йде у відставку у зв'язку з погіршенням здоров'я. З 1920 по 1925 рік Іденбург є сенатором від антиреволюційної партії.
Александер Віллем Фредерик Іденбург помер 28 лютого 1935 року в Гаазі.